# Torratxí
Torratxí és una possessió del terme municipal de Llucmajor, Mallorca.
Torratxí és un mot mossàrab. La seva etimologia es troba en l'arrel preromànica tur-/tor- ("turó", "puig", "muntanya"), modificada, per etimologia popular, segons el mot "torre" (en concret, com si fos un diminutiu o un derivat adjectival de "torratxa"). Aquest topònim aniria reforçat pel sufix preromànic -atx i la terminació adjectival -í (si bé aquest morfema també podria ser un sufix per a formar diminutius).
Torratxí està situada al migjorn de la vila de Llucmajor entre les possessions de Son Guardiola, Son Guerauet Vell, Cas Elet i Son Calders. És documentada com alqueria el 1251. Al segle xiii fou de Francesc Dolcet i el 1324 de Francesc Tomàs. El 1471 apareixen documentats els "aljubs Moriscs" amb uns abeuradors. A la fi del segle xv es documenten diversos propietaris. Tenia cases, amb celler i molí de sang. Era dedicada a figuerals, vinya i a conreu de cereals i de lli. També es dedicava a la ramaderia.